# Johann Christoph Weigel

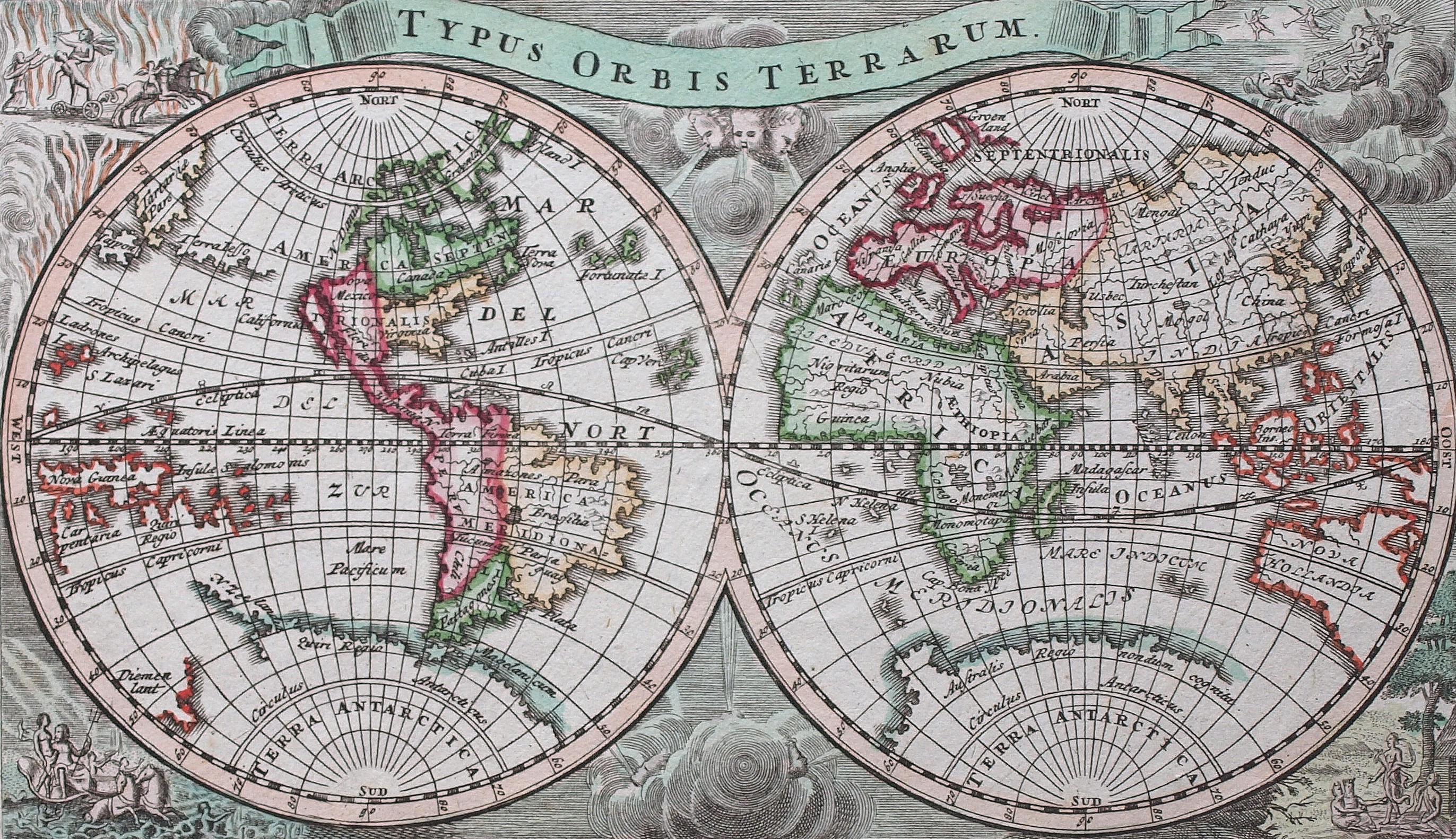
Weltkarte aus dem Atlas portatilis (1717) von Melissantes (Autor) und Johann Christoph Weigel (Stecher)

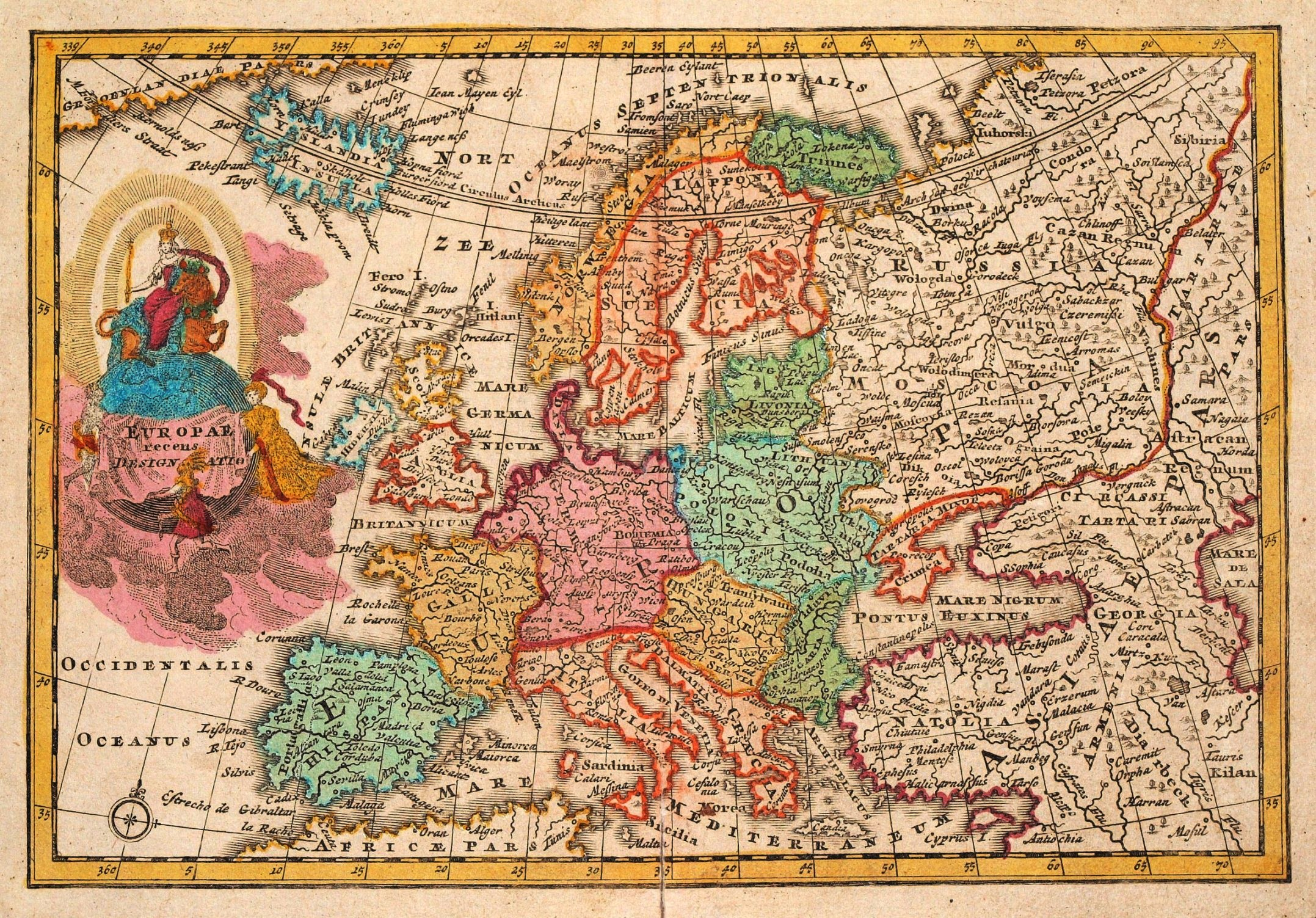
Europakarte aus dem Atlas portatilis (1717) von Melissantes (Autor) und Johann Christoph Weigel (Stecher)

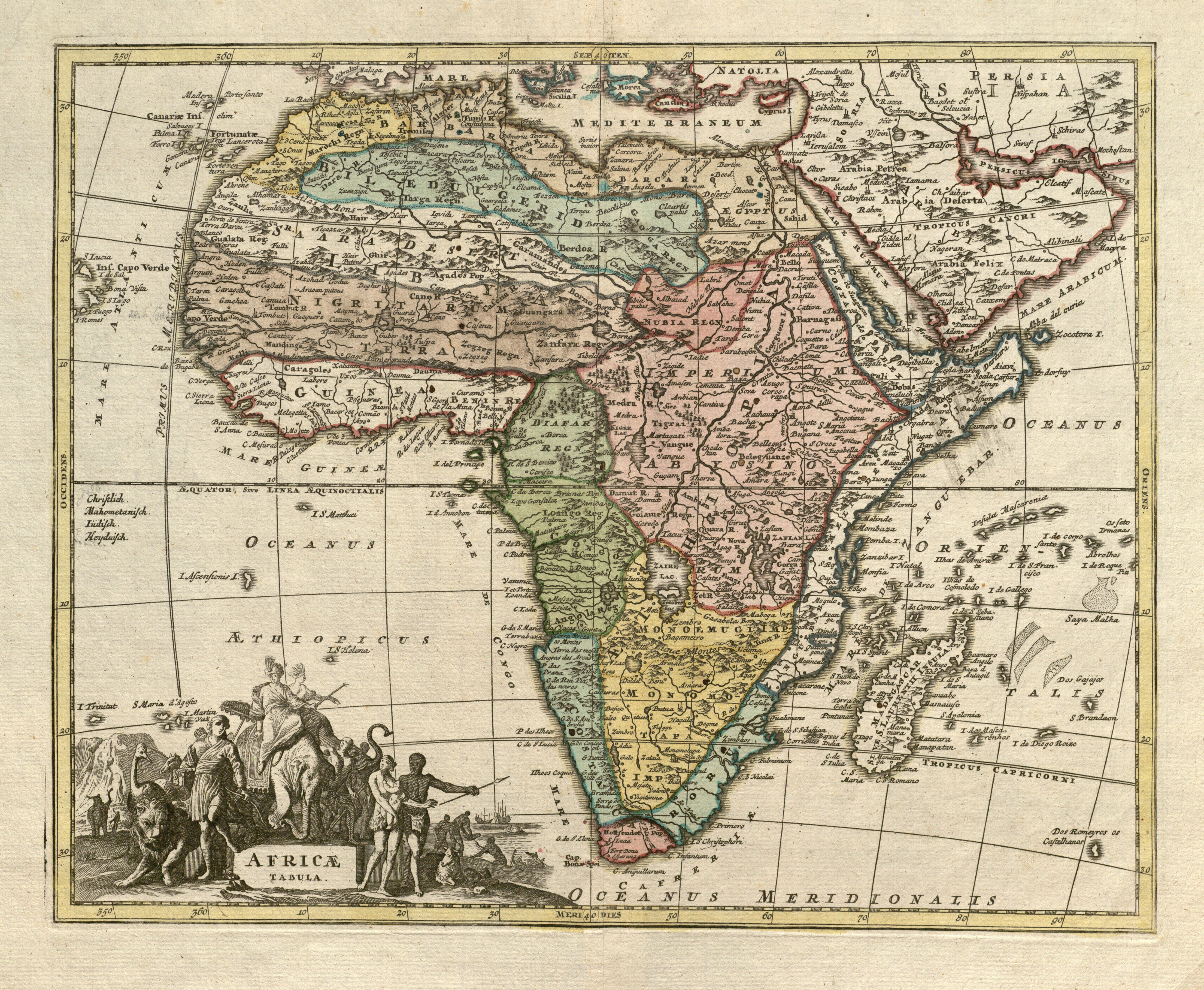
Africa Tabula (1720) von Christoph Weigel der Ältere und Johann Christoph Weigel

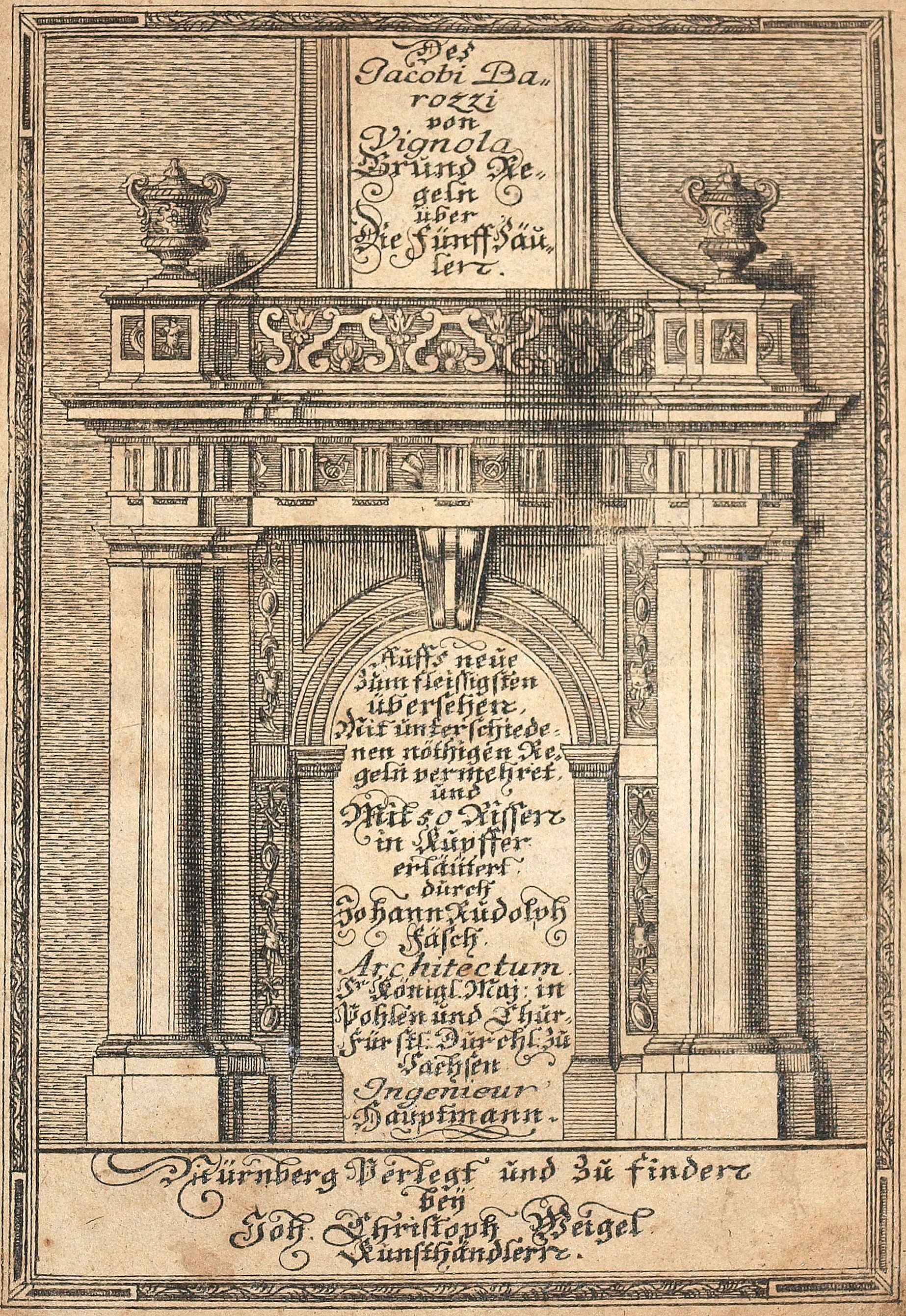
Titelkupfer von Johann Christoph Weigel aus: Vignolas Grund-Regeln über Die Fünff Säulen von Johann Rudolph Fäsch, Nürnberg um 1720

Johann Christoph Weigel (* 15. Juli 1661 in Redwitz; † 3. September 1726 in Nürnberg) war ein deutscher Kupferstecher, Kunsthändler und Verleger.

## Leben und Werk
Johann Christoph Weigel erlernte die Kunst des Kupferstechens bei seinem berühmteren Bruder Christoph Weigel dem Älteren. Nach verschiedenen Stationen, unter anderem in Augsburg, erwarb er 1700 das Bürgerrecht in Nürnberg. Am 22. November 1700 heiratete er Barbara Magdalena Schwab, Tochter des Schreib- und Rechenmeisters Michael Schwab. 
Ab 1705 befand sich die Kunsthandlung und Wohnung der Familie Weigel in der Neuen-Gasse am Spital-Kirchhof. Seit 1714 wurde Weigel in Nürnberger Ämterbüchern als Kupferstecher und Kunstführer bezeichnet. Weigel verlegte und illustrierte Bücher berühmter Autoren und Musiker wie zum Beispiel Leonardo da Vinci, Abraham a Sancta Clara, Johann Pachelbel, Amalia Pachelbel, Johann Leonhard Rost, Johann Gabriel Doppelmayr und Johann Gottfried Gregorii.
Der Kupferstecher arbeitete besonders in der Schab- und Linienmanier. Er pflegte wie sein älterer Bruder Christoph beruflichen und familiären Umgang mit dem kaiserlichen Geographen und Kartografen Johann Baptist Homann (1664–1724). Einige der bibliophilen Werke hat Weigel bei den bedeutenden Nürnberger Druckern Johann Ernst Adelbulner und Lorenz Bieling drucken lassen. Weigel verlegte zu Beginn des 18. Jahrhunderts Kinder- und Jugendbücher, Fachliteratur, Noten und Kunstbücher. Mehrere durch Weigel bebilderte und herausgegebene Bücher zählen zu den bibliophilen Kostbarkeiten des 18. Jahrhunderts, von denen besonders im 20. Jahrhundert einige als Reprint erschienen sind, wie zum Beispiel die Narrensatire Centi-Folium Stultorum in Quarto Oder Hundert Ausbündige Narren, in Folio (1709). 
Berühmt sind die Darstellungen barocker Instrumente im Musicalischen Theatrum. Bekannte Stiche sind neben seinen Landkarten, den Illustrationen der beiden Narrenbücher und den Darstellungen von Musikinstrumenten der Altar der Leipziger Thomaskirche sowie eine Stadtansicht von Wien (um 1710). 
Mit der Herausgabe des Atlas Portatilis, Oder Compendieuse Vorstellung Der gantzen Welt, in einer kleinen Cosmographie, Der Gruenenden Jugend zum Besten … mit Kupferstichen nach Vorlagen von Homann und Alain Manesson Mallet schufen Weigel und Gregorii einen der frühen deutschen Schulatlanten. Mit ausführlichen Erklärungen versehen und kunstvoll gefertigten Himmels-, Welt- und Erdteilkarten sowie Kartendarstellungen europäischer Länder mit kräftigem Kolorit ausgestattet, war der handliche Atlas sowohl für Schüler als auch Reisende geeignet.
Für den zweiten Teil des Atlas Portatilis, einem Atlas von Deutschland, wählten Weigel und der Textautor Gregorii das Kartenmaterial und das Signaturensystem von Adam Friedrich Zürner als Vorlage. Im 1723 erstmals erschienenen Continuirten Atlas Portatilis Germanicus basieren besonders der Sächsische Post-Charten-Extract mit einer kleinen Stadtansicht von Leipzig und die kleinformatigen Karten des thüringisch-sächsischen Raumes auf Zürners Arbeiten. Der geplante dritte Teil mit sächsischen Ämterkarten, der in mehreren Auflagen erschienenen Taschenatlanten, kam nicht zustande.
Weigels Verlag wurde nach seinem Tod 1726 zunächst von seiner Witwe weitergeführt, die noch etliche Arbeiten ihres verstorbenen Ehemannes herausgab. Bis zum Tod seiner Frau im Jahr 1772 verlegte Sohn Christoph Weigel (gest. 1775) der Jüngere erfolgreich die Werke des Vaters, machte sich aber auch durch eigene Buchprojekte, wie zum Beispiel der Clavierübung zweiter Teil von Johann Sebastian Bach einen Namen. August Gottlieb Schneider (1745–1815) und später dessen Schwiegersohn Johann Jakob Weinhard führten den Traditionsverlag noch bis 1839. Einige Werke aus dem Verlag Weigel, zum Beispiel die kleinformatigen Landkarten aus dem zweiteiligen Atlas Portatilis, wurden ein Jahrhundert lang vertrieben.

## Publikationen (Auswahl)
- Gedancken Muster und Anleitungen, 1700.
- Zier- und künstlich ineinander geschwungene Initial-Buchstaben Aller Nahmen des Kayserlichen Hauses, aller jezo regirenden Könige, verschiedener so hohen Standes als Privat-Personen: Sam[m]t einem gantzen Alphabeth aller zween Buchstäbigen Nahmen, nebst unterschiedlichen Handels-Zeichen, schönen Einfassungen u. Liebes-Zügen; Zu nuzlichen Gebrauch allerhand Künstler, insonderheit Mahler, Kupferstecher, Goldschmiede, Gold- und Silber-Stücker, Uhrmacher, und Petschier-Stecher etc. / gezeichnet von G. H. Paritio d. P. Joh. Christoph Weigel excudit;  Niedersächsische Staats- und Universitätsbibliothek Göttingen.
- Perspectiva, Pes Picturae: Das ist: Kurtze und leichte Verfaßung der Practicabelsten Regul, zur Perspectivischen Zeichnungs-Kunst / Allen Liebhabern dieser schönen Kunst zum Nutzen, inventirt, gezeichnet und heraus gegeben: Von Johann Jacob Schübler. Nürnberg 1719,  Staatsbibliothek Berlin.
- Des Jacobi Barozzi von Vignola Grund Regeln über Die Fünff Säulen. – Auffs neue Zum fleissigsten übersehen, Mit unterschiedenen nöthigen Regeln vermehret, und Mit 50 Rissen in Kupffer erläutert / durch Johann Rudolph Fäsch, Architectum. Sr. Königl. Maj. in Pohlen und Thür. Fürstl: Durchl: Zu Sachsen, Ingenieur Hauptmann, Nürnberg ca. 1720;  SLUB Dresden.
- Neu-vermehrte Welperische Gnonomica Oder Gründlicher Unterricht und Beschreibung, wie mal alle regulare Sonnen-Uhren auf ebenen Orten leichtlich aufreissen / allerhand vom Horizont abweichende / gegen Mittag oder Mitternacht für oder hinter sich hangende / abweichende und zugleich für oder hinter sich hangenden Sonnen-Uhren beschreiben / und in diese alle die XII. Himmels.Zeichen / Tag- und Nachtlänge / auf- und Niedergang der Sonnen / allerley Arten der Stunden / item die Longitudines und Latitudiens dern Städte und Länder / die auffsteigende Zeichen / die XII. Himmels-Häuser & c. künstlich eingetragen. Wie auch auf allerhand regulare und irregulare Cörper / als Stöcke / Kugeln &c. in hole Dinge / als Halb-Kugeln &c. / auf ebene Flächen allerley Sonnen-Uhren verzeichnen / nechst denen die cylindrische Uhren / Sonnen-Ringe / Spiegel-Quadrantal- und Universal-Uhren / Nacht- Mond und Stenre-Uhren &c. kunstmässig verfertigt soll. von Eberhard Welper, Nürnberg 1708.
- Centi-Folium Stultorum Jn Quarto: Oder Hundert Ausbündige Narren/ Jn Folio; Neu aufgewärmet/ Und in einer Alapatrit-Pasteten zum Schau-Essen mit Hundert schönen Kupffer-Stichen … aufgesetzt / Abraham a Sancta Clara, Nürnberg 1709–1754;  Herzogin Anna Amalia Bibliothek Weimar.
- Mala Gallina, Malum Ovum, Das ist: Wie die Alten sungen, so zwitzern die Jungen: Im Zweyten Centi-Folio Hundert Ausbündiger Närrinnen, Gleichfalls in Folio, Nach voriger Alapatrit-Pasteten-Art So vieler Narren Generis Masculini, Anjetzo auch Mit artigen Confecturen, Einer gleichen Anzahl Närrinnen Generis Foeminini, Zum Nach-Tisch Allen Ehr- und Klugheit-liebenden Frauenzimmer zur lustigen Zeit-Vertreib und wohlgemeinten Warnung In Hundert schönen Kupffern moralisch vorgestellt. Nürnberg und Wien 1713;  Herzogin Anna Amalia Bibliothek Weimar.
- Neue und gründliche Anweisung, Wie nach einer universalen Methode Grosse Sonnen-Uhren auf jeden ebenen Flächen Als lauter horizontale, und zwar diejenige, die in dem Meridiano eines vorgegebenen Orths ohne Abweichung sich befinden, als eigentliche, die aber davon abgehen, als reducirte Horizontal-Uhren So wohl aus einem Arithmetischen Fundament auf verschiedene Arth accurat zu beschreiben, als auch gantz Geometrisch, nach der sphaerischen Geometrie, richtig zu verzeichnen: Dann aber auf solchen allerhand Astronomische Vorstellungen, Als die Paralleli des Aequatoris vor die XII. Himmels-Zeichen und Tag-Längen, die Paralleli des Horizonts, oder die Almucantharat, die Azimutha, endlich die Stunden-Linien der Babylonischen, Italiänischen, Nürnbergischen und Jüdischen Uhr, so wohl aus einem Arithmetischen als Geometrischen Grund gehörig zu ziehen; Zur weitern Erklärung der neuvermehrten Welperischen Gnomonique In vier Theilen dargeleget von Johann Gabriel Doppelmayr, Nürnberg 1719;  Bayerische Staatsbibliothek München.
- Musicalisches Theatrum: auf welchen alle zu dieser edlen Kunst gehörige Instrumenta in anmuthigen Posituren lebhafft gezeiget und allen Music Liebhabern zu gefälliger belustigung vorgestellet werden, Nürnberg ca. 1720.  Staatsbibliothek zu Berlin.
- Sehr leichte neuerfundene Art, die Kinder das Frantzösische A, B, C. buchstabiren und die Ortographie besagter Sprache in kurtzer Zeit zu lehren = Methode trés facile, et nouvellement inventée, pour apprendre aux enfans eu peu de tems l'A, B, C, françois, à epeler, et l'Ortographe de la dite langue / [Georg Philipp Platz], Nürnberg 1720,  ULB Halle.
- Wol-anständige und Nutz-bringende FrauenZimmer-Ergözung: in sich enthaltend Ein Nach der allerneuesten Façon eingerichtete Neh- und Stick-Buch, von Amalia Beer geb. Pachelbel, Nürnberg ca. 1720.
- Atlas Portatilis, Oder Compendieuse Vorstellung Der gantzen Welt: in einer kleinen Cosmographie, Der grünenden Jugend zum Besten in XXX. saubern Land-Charten mit Einer kurtzen Erläuterung (1717–1780) von Johann Gottfried Gregorii und Johann Christoph Weigel, 2. Auflage Nürnberg 1723;  Bayerische Staatsbibliothek München.
- Continuirter Atlas Portatilis Germanicus (1723–1780) von Johann Gottfried Gregorii und Johann Christoph Weigel, 2. Auflage Nürnberg 1733;  Bayerische Staatsbibliothek München.
- Des vortreflichen Florentinischen Mahlers Lionardo da Vinci höchst-nützlicher Tractat von der Mahlerey. Aus dem Italiänischen und Frantzösischen in das Teutsche übersetzet; Auch nach dem Original mit vielen Kupfern und saubern Holzschnitten versehen: und mit beygefügtem Leben des Auctoris zum Druck befördert, von Johann Georg Böhm. Nürnberg 1724 (weitere Auflagen 1747 und 1786);  Herzogin Anna Amalia Bibliothek Weimar.